# Begraafplaats van Anzegem
De Begraafplaats van Anzegem is een gemeentelijke begraafplaats in de Belgische gemeente Anzegem. De begraafplaats ligt zo'n 300 meter ten oosten van de Sint-Jan de Doperkerk. Ze is bereikbaar via een weg van 25 m aan de Statiestraat. 

## Belgische militaire graven

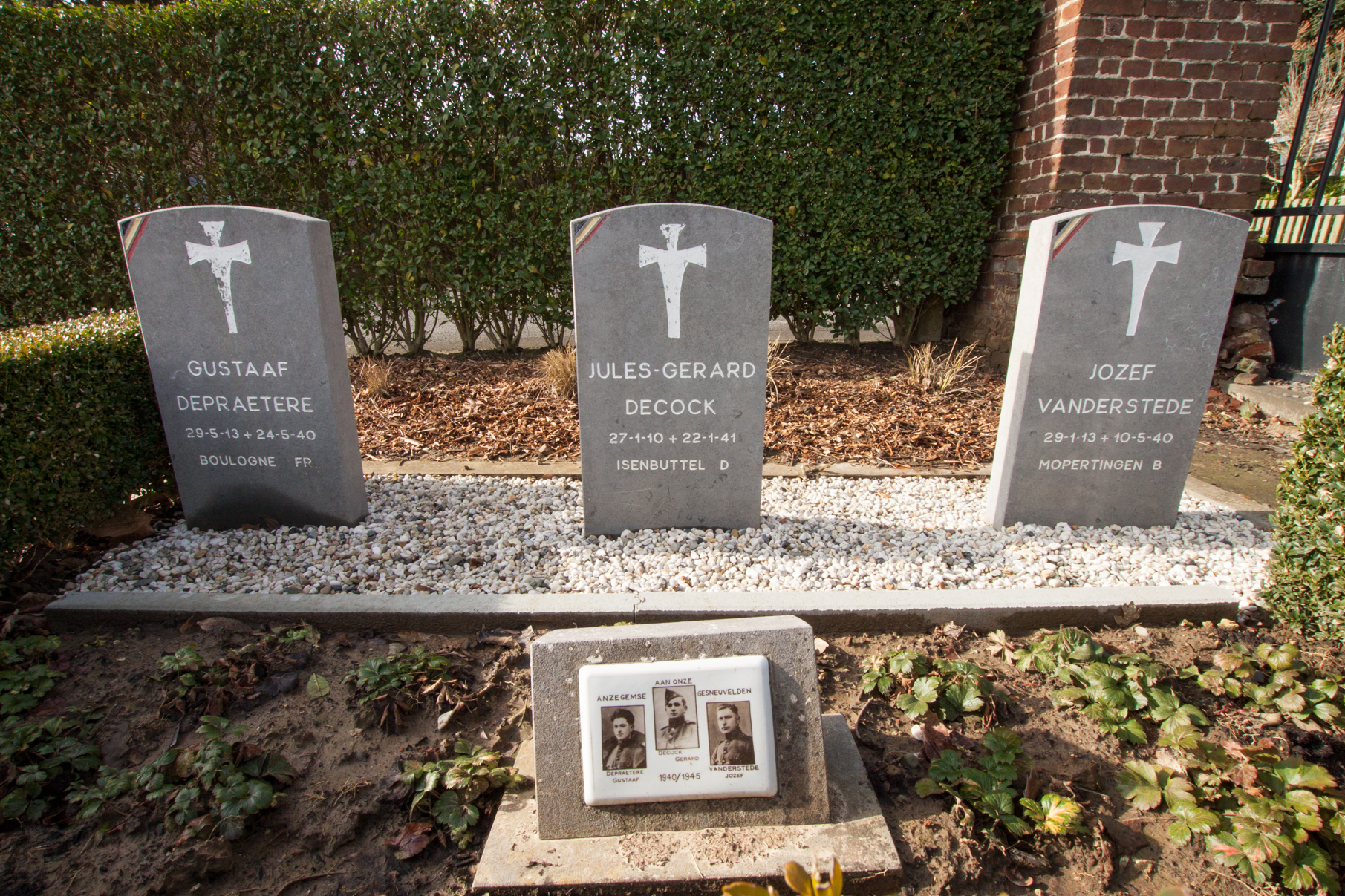
Belgische graven

Er liggen drie Belgische militairen die gesneuveld zijn tussen mei 1940 en januari 1941. Zij waren alle drie inwoners van Anzegem.

## Britse oorlogsgraven
Op de begraafplaats liggen 1 Nieuw-Zeelandse en 17 Britse gesneuvelden uit de Tweede Wereldoorlog. Twaalf van hen kwamen om tijdens de verdediging tegen de Duitse opmars in mei en juni 1940 toen de leden van het Britse Expeditieleger zich terugtrokken naar Duinkerke. Pas in september 1944 konden de Commonwealth-troepen de streek terug innemen. Zes andere doden zijn leden van de Royal Air Force die sneuvelden tijdens raids boven België of bij hun terugkeer van opdrachten boven Duitsland.
Er ligt ook nog 1 slachtoffer (korporaal Edward James Crocker) uit de Eerste Wereldoorlog begraven.
Hun graven worden onderhouden door de Commonwealth War Graves Commission en zijn daar geregistreerd onder Anzegem Communal Cemetery.